# Max Kozloff
Maxwell Kozloff (21. června 1933 – 6. dubna 2025) byl americký historik umění, umělecký kritik moderního umění a fotograf. Byl uměleckým redaktorem v The Nation a výkonným redaktorem Artforum. Jeho esej Americká malba během studené války měla zvláštní význam pro kritiku amerického abstraktního expresionismu.
Kozloff získal v roce 1968 Guggenheimovo stipendium a v roce 1990 cenu Infinity Award za literaturu od Mezinárodního centra fotografie.

## Raný život a vzdělání
Kozloff se narodil v Chicagu ve státě Illinois 21. června 1933. V roce 1953 vystudoval Chicagskou univerzitu. V letech 1954 až 1956 sloužil v americké armádě, než se v roce 1958 vrátil na Chicagskou univerzitu, kde získal magisterský titul. V roce 1959 nastoupil na Institut výtvarných umění Newyorské univerzity, aby zde získal doktorát, a následně mu bylo na období 1962–1963 uděleno Fulbrightovo stipendium.

## Kariéra
Kozloff zahájil svou kariéru jako učitel na Newyorské univerzitě (NYU) a v roce 1961 nastoupil jako umělecký kritik do časopisu The Nation, kde pracoval do roku 1968, a do Art International.
V roce 1964 opustil NYU před dokončením studia a začal pracovat v Artforumu jako zástupce redaktora. V roce 1965 získal stipendium Nadace Ingrama Merrilla a v roce 1966 cenu Franka Jewetta Mathera za uměleckou kritiku od College Art Association of America. V roce 1967 se stal přispívajícím redaktorem Artfora a v letech 1975 až 1977 se vypracoval na jeho výkonného redaktora. Mezitím se v roce 1976 stal uměleckým fotografem a v následujících letech pořádal řadu výstav a stal se fotografickým kritikem.
Kozloff během své kariéry učil na několika univerzitách a institucích. Mezi jeho pedagogické aktivity patří Downtown Center na Chicagské univerzitě (1958-59), Cooper Union v New Yorku (1959-60), Washington Square College na Newyorské univerzitě (1960-61) a workshop o umělecké kritice pro Americkou federaci umění v New Yorku (1965).
Kozloff také učil na Queens College, City University of New York (1968-69), Indiana University (1970), California Institute of the Arts v Burbanku (1971), University of New Mexico v Albuquerque (1976 a 1985) a Yale University (1978 a 2005). Kromě toho vyučoval na Chicagském uměleckém institutu (1981), Filadelfské umělecké fakultě (1983), Kalifornské univerzitě v San Diegu (1984), Kalifornské univerzitě v Los Angeles (1988) a na School of Visual Arts v New Yorku v magisterském programu fotografie a souvisejících médií (1989–2000).

## Osobní život a smrt
Kozloff se v roce 1967 oženil s umělkyní Joyce Blumbergovou. Měli syna jménem Nikolas. 
V roce 1968 podepsal slib „ Protest proti válečné dani spisovatelů a redaktorů “, v němž se zavázal odmítnout platby daní na protest proti válce ve Vietnamu.
Kozloff zemřel na Parkinsonovu chorobu v New Yorku 6. dubna 2025 ve věku 91 let.

## Publikace
- Jasper Johns, Abrams (1972).
- Cubism/Futurism (1973).
- Photography & fascination: Essays (1979).
- The privileged eye (1987). ISBN 0-8263-0891-0
- Leon Levinstein: the moment of exposure. National Gallery of Canada, 1995. ISBN 0-88884-640-1.
- Cultivated Impasses: Essays on the Waning of the Avant-Garde, 1964–1975 (2000).
- New York: Capital of Photography (2002). ISBN 0-300-09445-0.
- The Theatre of the Face: Portrait Photography Since 1900 Phaidon, 2007. ISBN 978-0-7148-4372-8.[1]
- Vermeer: A Study (2011). Rome: Contrasto. ISBN 978-88-6965-279-0.

## Ocenění
- 1968 : Guggenheimovo stipendium od Nadace Johna Simona Guggenheima v New Yorku [2]
- 1990: Cena Infinity Award za literaturu od Mezinárodního centra fotografie v New Yorku[3]